# Kysylsuu (Kaschgar)
Der Kysylsuu (kirgisisch Кызыл-Суу; auch Kirzlesu; mit der Bedeutung „rotes Wasser“) bildet den Oberlauf des Kaschgar-Flusses in Kirgisistan und im Autonomen Gebiet Xinjiang der Uiguren im Westen der Volksrepublik China.
Der Kysylsuu wird von den Gletschern nordwestlich des Gipfels Pik Kurumdy am Nordhang des östlichen Transalaigebirges gespeist. Er fließt anfangs durch den östlichen Teil des Alaitales in nordöstlicher Richtung durch den Rajon Alai im Oblus Osch (Kirgisistan) und überquert nach etwa 50 km die Grenze nach China. Auf den folgenden 60 km durchschneidet der Fluss einen Gebirgszug in östlicher Richtung und passiert dabei den Ort Wulukeqiatixiang und nimmt den rechten Nebenfluss Markansu auf. Der Fluss setzt seinen Lauf in ostsüdöstlicher Richtung durch das Hochland im Westen den Kirgisischen Autonomen Bezirks Kizilsu fort. Der Ort Wuheshaluxiang liegt am Flusslauf. Schließlich erreicht er das Tarimbecken und die Großstadt Kaschgar, ab welcher er dann Kaschgar heißt.